# Striatosedulia cattiensis
Striatosedulia cattiensis es una especie de saltamontes perteneciente al género Striatosedulia. Forma parte de la subfamilia Catantopinae, familia Acrididae, y no está asignada a una tribu específica. Esta especie, cuya localización se encuentra en Vietnam, fue nombrada en referencia al Parque nacional Cát Tiên, la cual es considerada como la ubicación tipo, y se cree que es endémica de la Provincia de Đồng Nai.